# Concepción de María
Concepción de María – gmina (municipio) w południowym Hondurasie, w departamencie Choluteca. W 2010 roku zamieszkana była przez ok. 26,9 tys. mieszkańców. Siedzibą administracyjną jest miasteczko Concepción de María.

## Położenie
Gmina położona jest w południowej części departamentu. Graniczy z Nikaraguą od wschodu i 3 gminami:
- El Corpus od zachodu,
- El Triunfo od południa,
- San Marcos de Colón od północy.

## Miejscowości
Według Narodowego Instytutu Statystycznego Hondurasu na terenie gminy położone były następujące miejscowości:

- Concepción de María
- Cerro Colorado
- El Aguacatal
- El Cacao
- El Cerrón
- El Jicarito
- El Pacón
- El Palito
- El Papalón
- El Peñón
- El Potrerito
- El Sunzapote
- El Tejar
- El Terrero
- Guanacaste
- La Guaruma
- La Joya
- La Majada
- La Montaña
- La Pabellona
- La Plomosa
- La Veta
- Las Chapernas
- Las Mesas
- Las Pintadas
- Los Espaveles
- Los Llanitos
- Los Matapalos
- Nance Dulce
- Palo Solo
- Santa Rosa
- San Benito Nuevo
- San Benito Viejo

## Demografia
Według danych honduraskiego Narodowego Instytutu Statystycznego na rok 2010 struktura wiekowa i płciowa ludności w gminie przedstawiała się następująco:
| Wiek                | 0–3   | 4–6   | 7–12  | 13–17 | 18–24 | 25–64 | 65+   | razem  |
| Concepción de María | 3 118 | 2 292 | 4 341 | 3 428 | 3 470 | 8 798 | 1 504 | 26 950 |
| Mężczyźni           | 1 599 | 1 158 | 2 178 | 1 708 | 1 835 | 4 515 | 686   | 13 679 |
| Kobiety             | 1 519 | 1 134 | 2 162 | 1 720 | 1 635 | 4 283 | 818   | 13 271 |